# Canton de Saint-Lô
Le canton de Saint-Lô est une ancienne circonscription administrative de la Manche et le canton originel de la commune de Saint-Lô.

## Histoire
- De 1833 à 1848, les cantons de Saint-Clair  et de Saint-Lô avaient le même conseiller général. Le nombre de conseillers généraux était limité à 30 par département[1].

- Il a été divisé par décret du 15 janvier 1982 et se retrouve dans les deux nouveaux cantons suivants :

- Canton de Saint-Lô-Est
- Canton de Saint-Lô-Ouest

## Représentation

### Les conseillers généraux de 1833 à 1982
| Période | Période      | Identité                                   | Étiquette    | Qualité                                                                                                |
| ------- | ------------ | ------------------------------------------ | ------------ | --- |
| 1833    | 1852 (décès) | Pierre Louis Clément                       |              | Maire de Saint-Lô (1840-1843, 1848-1849)                                                               |
| 1852    | 1864         | Louis Auvray                               |              | Avocat au Parlement de Paris et professeur de rhétorique, maire de Saint-Lô (1818-1832), député (1815) |
| 1864    | 1870         | Henri Houssin-Dumanoir                     |              | Médecin                                                                                                |
| 1871    | 1874         | Gustave Rauline                            | Bonapartiste | Propriétaire terrien, maire de Saint-Lô (1874-1878), député (1876-1904)                                |
| 1874    | 1889 (décès) | Henri Houssin-Dumanoir                     | Républicain  | Médecin, maire de Saint-Lô (1870-1874 et 1878-1888)                                                    |
| 1889    | 1896 (décès) | Henri Amiard                               | Républicain  | Magistrat, ancien préfet, maire de Saint-Lô (1888-1896)                                                |
| 1897    | 1904         | Alfred Dussaux                             | Républicain  | Avoué, maire de Saint-Lô (1896-1904 et 1908-1915)                                                      |
| 1904    | 1910         | René Thomas (neveu de H. Houssin-Dumanoir) | Républicain  | Médecin, maire de Saint-Lô (1907-1908)                                                                 |
| 1910    | 1916 (décès) | Alfred Dussaux                             |              | Avoué, maire de Saint-Lô (1896-1904 et 1908-1915)                                                      |
| 1916    | 1919         | siège vacant                               |              | |
| 1919    | 1922         | Ludger Antoine                             |              | Médecin, maire de Saint-Lô (1919-1922)                                                                 |
| 1922    | 1940         | Léopold Delisle (1879-1949)                |              | Bâtonnier de l'Ordre des avocats, nommé conseiller départemental en 1943                               |
|         |              |                                            |              | |
| 1943    | 1945         | Henry de Commines de Marsilly              |              | Maire de Saint-Georges-Montcocq, nommé conseiller départemental en 1943                                |
|         |              |                                            |              | |
| 1945    | 1959 (décès) | Georges Lavalley                           | DVG          | Commerçant, maire de Saint-Lô (1945-1953)                                                              |
| 1959    | 1967         | Henri Liébard                              | Ind.         | Ingénieur des Ponts et Chaussées, maire de Saint-Lô (1953-1971)                                        |
| 1967    | 1973         | Jean Bariteaud                             |              | Gérant d'entreprise, président du district urbain de Saint-Lô                                          |
| 1973    | 1982         | Henri Liébard                              | Ind.         | Ancien maire de Saint-Lô                                                                               |

Un seul conseiller pour les cantons de Saint-Lô et de Saint-Jean-de-Daye jusqu'en 1848.

### Conseillers d'arrondissement (de 1833 à 1940)
| Période                                  | Période | Identité                               | Étiquette               | Qualité |
| ---------------------------------------- | ------- | -------------------------------------- | ----------------------- | --- |
| 1833                                     | 1845    | M. Hervieu (de) Laplanche              |                         | Président du Tribunal civil de Saint-Lô                                                                     |
| 1845                                     | 1848    | Louis Jean Baptiste Auvray (1808-1871) |                         | Négociant en bois de marine, juge au Tribunal de commerce de Saint-Lô                                       |
|                                          |         |                                        |                         | |
| 1871                                     |         | Octave Frestel                         |                         | Docteur-médecin à Saint-Lô                                                                                  |
|                                          |         |                                        |                         | |
| 1919                                     | 1931    | Émile Énault                           | Républicain indépendant | Directeur du journal La Manche, maire de Saint-Lô (1925-1926)                                               |
| 1931                                     | 1940    | Anésime Périer                         | RG                      | Commerçant, maire de Saint-Lô (1929-1944)                                                                   |
| 1940                                     |         |                                        |                         | Les conseils d'arrondissement ont été suspendus par la loi du 12 octobre 1940 et n'ont jamais été réactivés |
| Les données manquantes sont à compléter. |         |                                        |                         | |